# Heteropolygonatum
Heteropolygonatum is een geslacht uit de aspergefamilie. De soorten komen voor in China en Vietnam.

## Soorten
- Heteropolygonatum ginfushanicum
- Heteropolygonatum ogisui
- Heteropolygonatum pendulum
- Heteropolygonatum roseolum
- Heteropolygonatum urceolatum
- Heteropolygonatum xui